# The Collection (98 Degrees)
The Collection è un album di raccolta del gruppo musicale statunitense 98 Degrees, pubblicato nel 2002.

## Tracce
1. Invisible Man - 4:42
2. Because of You - 4:56
3. The Hardest Thing - 4:34
4. I Do (Cherish You) - 3:45
5. Why (Are We Still Friends) - 4:07
6. Thank God I Found You (Mariah Carey featuring Joe & 98 Degrees) - 4:18
7. Give Me Just One Night (Una Noche) - 3:25
8. My Everything - 3:51
9. The Way You Want Me To - 3:29
10. This Gift - 4:06
11. Was It Something I Didn't Say - 5:12
12. Never Let Go - 4:43
13. True to Your Heart (featuring Stevie Wonder) - 4:15

## Formazione
- Justin Jeffre
- Drew Lachey
- Nick Lachey
- Jeff Timmons